# Bertrand Baguette
Bertrand Marcel Nicolas Baguette, född 23 februari 1986 i Belgien, är en belgisk racerförare. Baguette tillhör den fransktalande delen av den belgiska befolkningen.

## Racingkarriär
Baguette tävlade med viss framgång i Formula Renault 2.0 Eurocup 2005 och 2006, innan han graduerade till Formula Renault 3.5 Series. Han vann 2008 ett race på hemmabanan Spa-Francorchamps.
Hans stora genombrott kom 2009, då han tog över serieledningen efter en dubbelseger på Circuit Bugatti. Med bara två helgers tävlingar kvar att köra hade Baguette 31 poängs ledning och var ohotad i toppen av tabellen.